# Przemysław Witkowski (piłkarz ręczny)
Przemysław Witkowski (ur. 3 sierpnia 1987 w Płocku) – polski piłkarz ręczny grający na pozycji bramkarza, zawodnik Wisły Płock. Jest wychowankiem tego klubu. Z kadrą juniorów zdobył Mistrzostwo Polski w 2006 i wicemistrzostwo w 2004. W ręczną gra od 4 klasy szkoły podstawowej.
W drużynie z Płocka zadebiutował w czasie meczu z Traveland Społem Olsztyn 11 listopada 2006. W swojej pierwszej interwencji w debiucie obronił rzut karny.

## Mecze z Wisłą
- sezon 2003/2004 - 21 meczów
- sezon 2004/2005 - 19 meczów
- sezon 2005/2006 - 29 meczów
- sezon 2006/2007
- sezon 2007/2008 - 18 meczów